# Combretum fulvum
Combretum fulvum är en tvåhjärtbladig växtart som beskrevs av Ronald William John Keay. Combretum fulvum ingår i släktet Combretum och familjen Combretaceae. Inga underarter finns listade i Catalogue of Life.